# Ogcodes chilensis
Ogcodes chilensis är en tvåvingeart som beskrevs av Curtis W. Sabrosky 1945. Ogcodes chilensis ingår i släktet Ogcodes och familjen kulflugor. Inga underarter finns listade i Catalogue of Life.